# Jim Redman
James Albert Redman, detto Jim (Londra, 8 novembre 1931), è un pilota motociclistico rhodesiano ritiratosi dall'attività agonistica, sei volte campione del mondo di motociclismo.

## Carriera
Nato a Londra nel Regno Unito nel 1931, Redman emigrò nel 1952 in Rhodesia Meridionale (l'odierno Zimbabwe), iniziando la sua carriera nel mondo delle corse.
Dopo aver fatto registrare le sue prime presenze al Tourist Trophy del 1958, le sue prime presenze nelle classifiche del campionato mondiale risalgono alla stagione 1959 corsa in sella a moto della Norton mentre l'anno seguente firmò un contratto con la Honda a cui restò fedele per il resto della sua carriera nel motomondiale.
Con la casa motociclistica giapponese sarebbe diventato campione del mondo della classe 350 per 4 volte consecutive, dal 1962 al 1965. Nel 1962 e nel 1963 ottenne gli altri due titoli mondiali, vincendo anche nella categoria Classe 250.
Nel motomondiale 1964 fu il primo pilota a poter vantare 3 vittorie in un giorno solo, al Gran Premio motociclistico d'Olanda e dominò il campionato della 350, conquistando la vittoria in tutti e otto i gran premi e facendo segnare sette giri veloci (a Monza il più rapido in gara fu Remo Venturi su Bianchi). Nello stesso anno, giunse secondo nella classifica delle 250, alle spalle di Phil Read, per via della regola sugli scarti dei peggiori risultati che era in vigore quegli anni.
Nel 1965 vinse il suo sesto titolo, il quarto nella classe 350.
Con il debutto della Honda nella classe 500 per la stagione 1966, Redman venne scelto assieme a Mike Hailwood per rappresentare la casa nipponica. Nel primo gran premio della stagione, svoltosi all'Hockenheimring (GP della Germania), Redman vinse e segnò il giro veloce. Entrambi i risultati furono i primi conseguiti, sia del pilota che della casa motociclista giapponese nella categoria. Ottenne nuovamente la vittoria nel GP seguente ad Assen. Durante la terza tappa del campionato svoltasi in Belgio, dopo essere incorso in un incidente, Redman decise di ritirarsi dall'agonismo. Secondo in classifica dopo il GP belga, Redman scese fino alla quinta posizione, ottenendo tale piazzamento in classifica generale.

## Galleria d'immagini

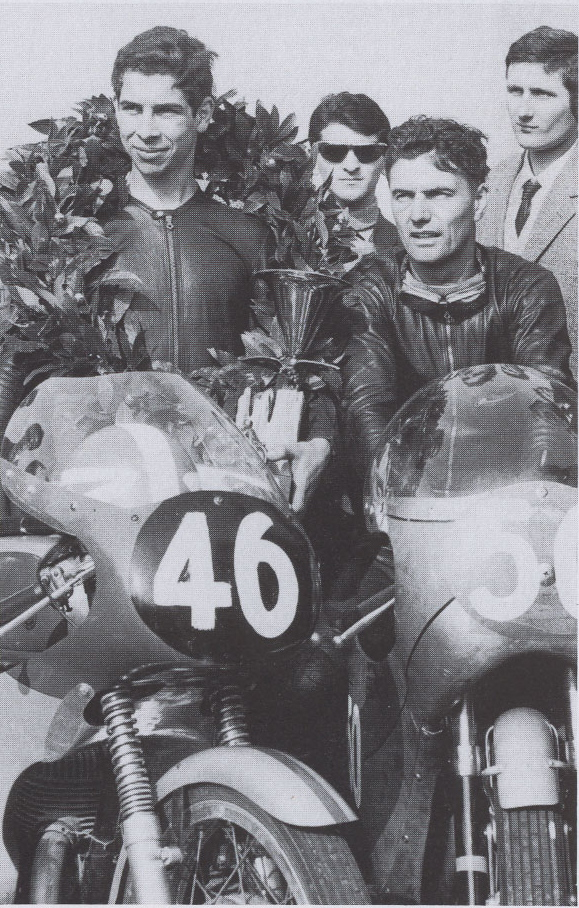
Jim Redman (a destra) assieme a Ramón Torras dopo una gara a Modena nel 1963.
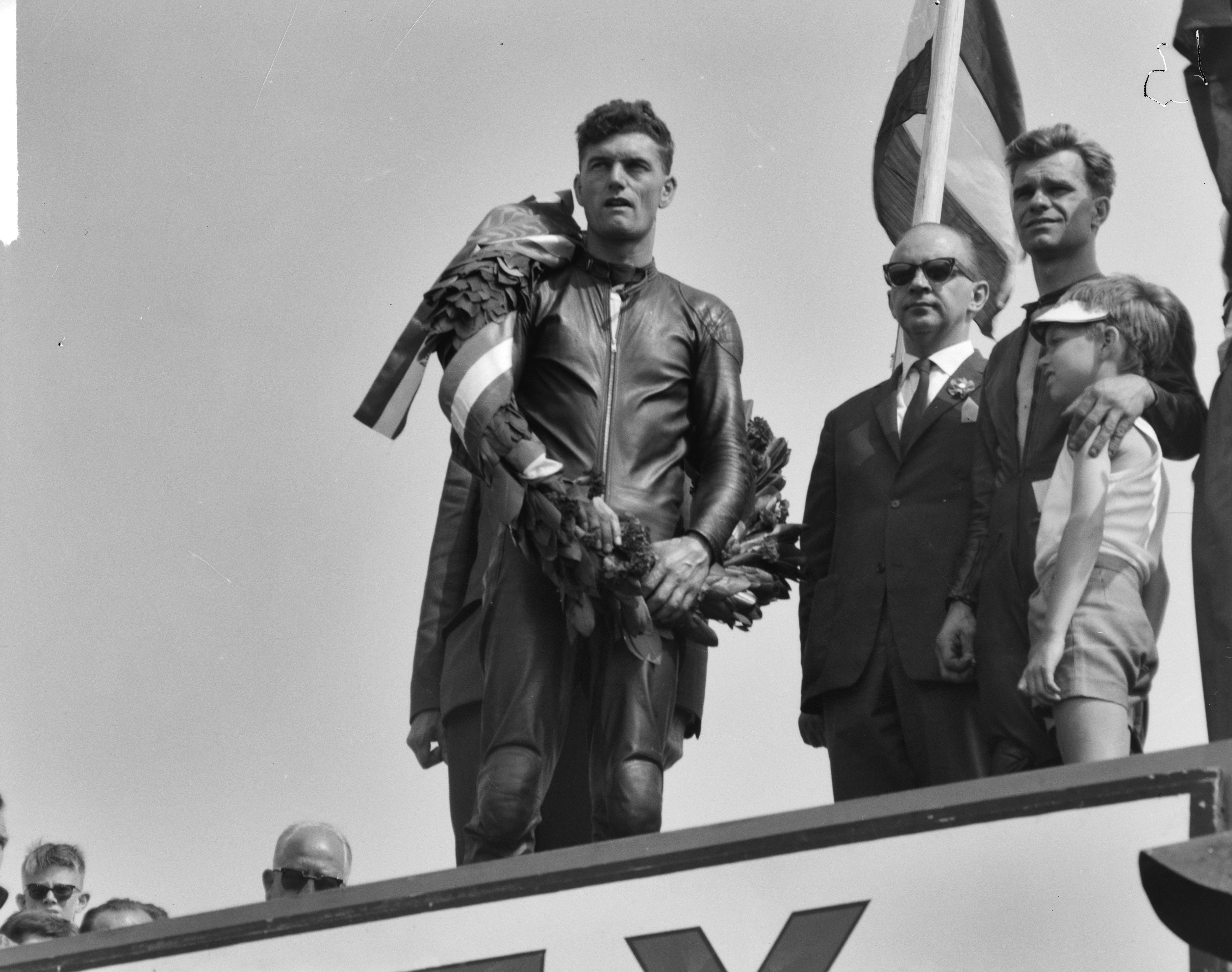
Redman sul podio ad Assen nel 1964.
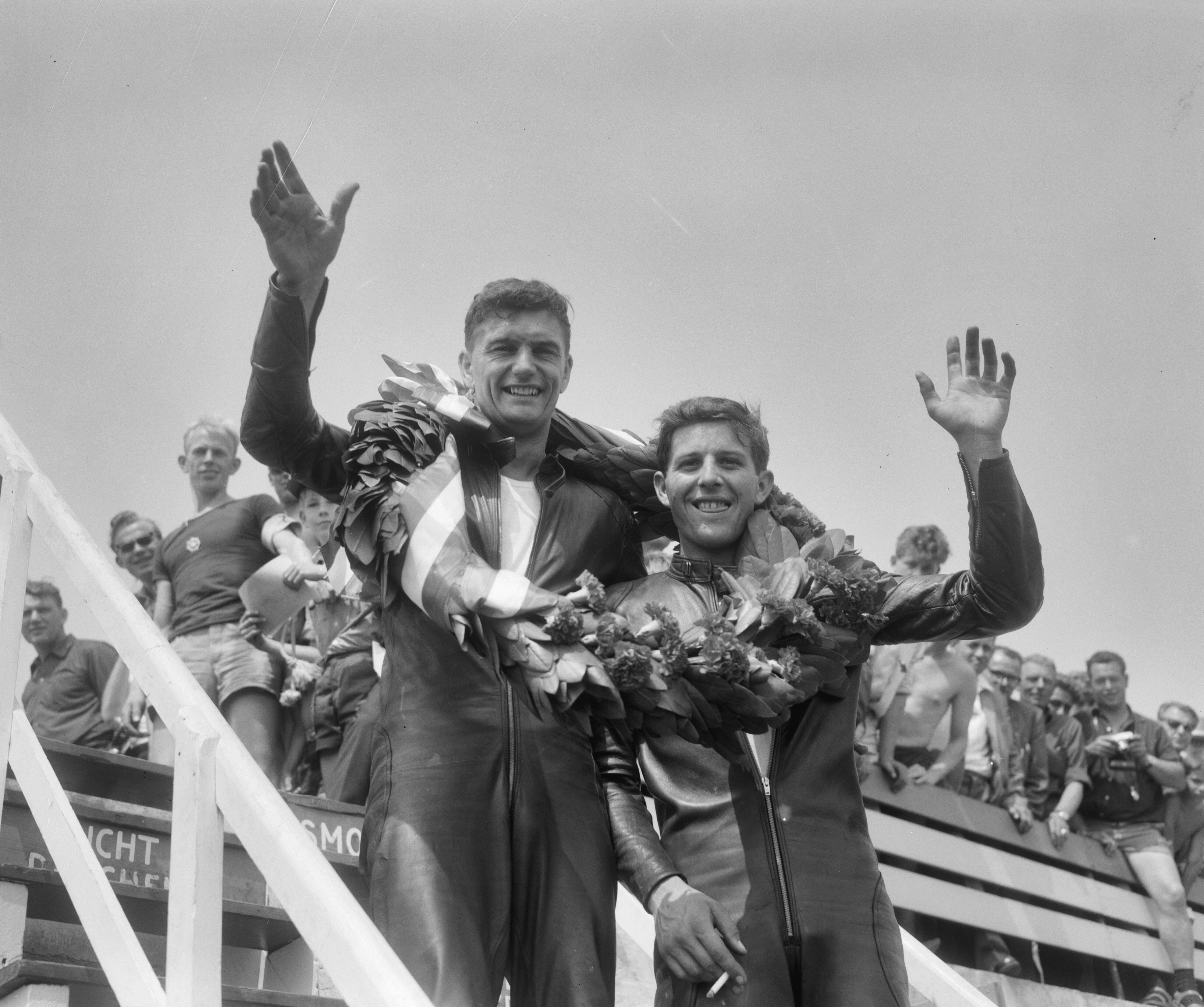
Redman (sinistra) e Phil Read nel 1964.
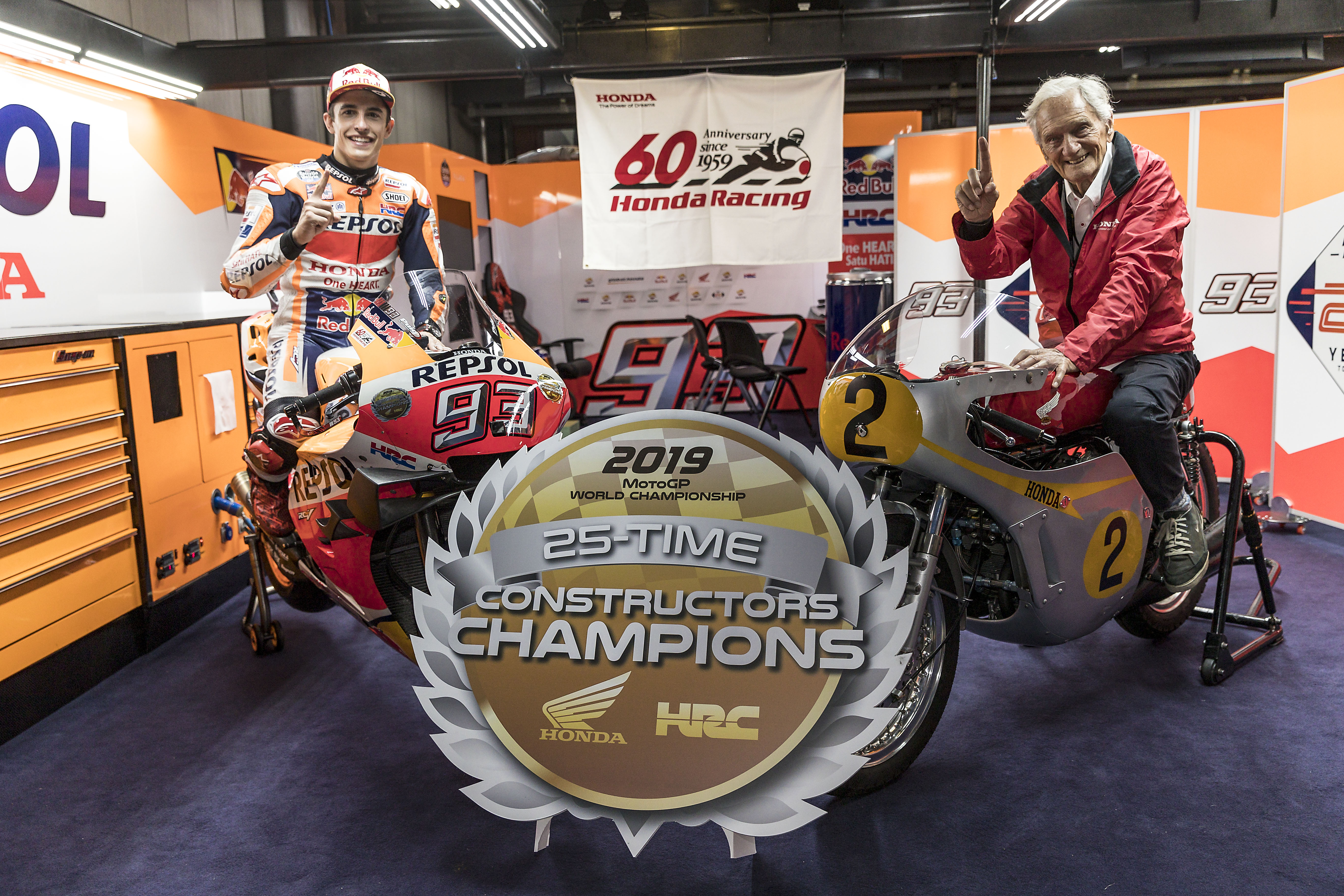
Jim Redman (destra) e Marc Márquez nel 2019, in occasione della celebrazione del 25º titolo costruttori Honda.

## Risultati nel motomondiale

### Classe 125
| 1960 | Classe | Moto           |    |    |   |   |    |   |   |  |  |  |  |  |  | Punti | Pos. |
| ---- | ------ | -------------- | -- | -- | - | - | -- | - | - |  |  |  |  |  |  | ----- | ---- |
| 1960 | 125    | Honda e Ducati | NE | 13 | 4 | 9 | NE | - | 4 |  |  |  |  |  |  | 6     | 7º   |

| 1961 | Classe | Moto  |   |   |   |   |   |   |   |   |   |   |   |  |  | Punti  | Pos. |
| ---- | ------ | ----- | - | - | - | - | - | - | - | - | - | - | - |  |  | ------ | ---- |
| 1961 | 125    | Honda | 3 | 7 | 3 | 4 | 2 | 3 | 6 | 4 | 5 | 3 | 2 |  |  | 28(37) | 4º   |

| 1962 | Classe | Moto  |   |   |   |   |   |   |   |   |   |   |   |  |  | Punti  | Pos. |
| ---- | ------ | ----- | - | - | - | - | - | - | - | - | - | - | - |  |  | ------ | ---- |
| 1962 | 125    | Honda | 2 | 2 | 5 | 2 | 2 | - | 3 | 2 | 4 | 1 | - |  |  | 38(47) | 2º   |

| 1963 | Classe | Moto  |   |   |   |   |     |  |   |   |   |   |   |   |  | Punti | Pos. |
| ---- | ------ | ----- | - | - | - | - | --- |  | - | - | - | - | - | - |  | ----- | ---- |
| 1963 | 125    | Honda | 2 | - | 2 | 6 | Rit |  | - | - | 5 | 2 | 1 | 2 |  | 35    | 3º   |

| 1964 | Classe | Moto  |   |   |   |   |   |    |   |   |   |   |   |   |  | Punti  | Pos. |
| ---- | ------ | ----- | - | - | - | - | - | -- | - | - | - | - | - | - |  | ------ | ---- |
| 1964 | 125    | Honda | - | 2 | - | 2 | 1 | NE | 1 | 3 | - | 3 | 6 | - |  | 36(37) | 2º   |

| Legenda | 1º posto        | 2º posto            | 3º posto            | A punti      | Senza punti        | Grassetto – Pole position Corsivo – Giro più veloce |
| Legenda | Gara non valida | Non qual./Non part. | Ritirato/Non class. | Squalificato | '-' Dato non disp. | Grassetto – Pole position Corsivo – Giro più veloce |

### Classe 250
| 1960 | Classe | Moto  |    |  |   |   |   |   |   |  |  |  |  |  |  | Punti | Pos. |
| ---- | ------ | ----- | -- |  | - | - | - | - | - |  |  |  |  |  |  | ----- | ---- |
| 1960 | 250    | Honda | NE |  | 8 | - | - | 3 | 2 |  |  |  |  |  |  | 10    | 4º   |

| 1961 | Classe | Moto  |   |   |   |   |   |   |   |   |   |   |   |  |  | Punti  | Pos. |
| ---- | ------ | ----- | - | - | - | - | - | - | - | - | - | - | - |  |  | ------ | ---- |
| 1961 | 250    | Honda | 4 | 2 | 6 | 3 | 3 | 1 | 2 | 3 | 1 | 4 | 3 |  |  | 36(51) | 3º   |

| 1962 | Classe | Moto  |   |   |   |   |   |   |   |   |   |    |  |  |  | Punti  | Pos. |
| ---- | ------ | ----- | - | - | - | - | - | - | - | - | - | -- |  |  |  | ------ | ---- |
| 1962 | 250    | Honda | 1 | 1 | 2 | 1 | 2 | 1 | 2 | 1 | 1 | NE |  |  |  | 48(66) | 1º   |

| 1963 | Classe | Moto  |   |   |    |   |   |  |   |   |    |   |   |   |  | Punti  | Pos. |
| ---- | ------ | ----- | - | - | -- | - | - |  | - | - | -- | - | - | - |  | ------ | ---- |
| 1963 | 250    | Honda | 2 | 3 | AN | 1 | 1 |  | 1 | 3 | NE | 2 | 2 | 1 |  | 44(58) | 1º   |

| 1964 | Classe | Moto  |  |   |   |   |   |   |   |   |   |    |   |   |  | Punti  | Pos. |
| ---- | ------ | ----- |  | - | - | - | - | - | - | - | - | -- | - | - |  | ------ | ---- |
| 1964 | 250    | Honda |  | 2 | - | 1 | 1 | 2 | 2 | 2 | 2 | NE | 3 | 1 |  | 42(58) | 2º   |

| 1965 | Classe | Moto  |  |  |     |     |   |   |   |   |   |  |  |  |  | Punti | Pos. |
| ---- | ------ | ----- |  |  | --- | --- | - | - | - | - | - |  |  |  |  | ----- | ---- |
| 1965 | 250    | Honda |  |  | Rit | Rit | 1 | 2 | 1 | 1 | 3 |  |  |  |  | 34    | 3º   |

| 1966 | Classe | Moto  |     |   |   |   |   |   |  |  |  |  |  |  |  | Punti | Pos. |
| ---- | ------ | ----- | --- | - | - | - | - | - |  |  |  |  |  |  |  | ----- | ---- |
| 1966 | 250    | Honda | Rit | 2 | 2 | 3 | 3 | - |  |  |  |  |  |  |  | 20    | 3º   |

| Legenda | 1º posto        | 2º posto            | 3º posto            | A punti      | Senza punti        | Grassetto – Pole position Corsivo – Giro più veloce |
| Legenda | Gara non valida | Non qual./Non part. | Ritirato/Non class. | Squalificato | '-' Dato non disp. | Grassetto – Pole position Corsivo – Giro più veloce |

### Classe 350
| 1958 | Classe | Moto   |    |   |    |   |   |   |   |  |  |  |  |  |  | Punti | Pos. |
| ---- | ------ | ------ | -- | - | -- | - | - | - | - |  |  |  |  |  |  | ----- | ---- |
| 1958 | 350    | Norton | 24 | - | 16 | - | - | - | - |  |  |  |  |  |  | 0     |      |

| 1959 | Classe | Moto   |   |    |   |    |    |   |   |     |  |  |  |  |  | Punti | Pos. |
| ---- | ------ | ------ | - | -- | - | -- | -- | - | - | --- |  |  |  |  |  | ----- | ---- |
| 1959 | 350    | Norton | - | 36 | 6 | NE | NE | 6 | - | Rit |  |  |  |  |  | 2     | 15º  |

| 1960 | Classe | Moto   |   |   |   |    |    |   |   |  |  |  |  |  |  | Punti | Pos. |
| ---- | ------ | ------ | - | - | - | -- | -- | - | - |  |  |  |  |  |  | ----- | ---- |
| 1960 | 350    | Norton | - | - | 7 | NE | NE | - | - |  |  |  |  |  |  | 0     |      |

| 1962 | Classe | Moto  |    |    |  |   |    |    |   |   |   |   |    |  |  | Punti  | Pos. |
| ---- | ------ | ----- | -- | -- |  | - | -- | -- | - | - | - | - | -- |  |  | ------ | ---- |
| 1962 | 350    | Honda | NE | NE |  | 1 | NE | NE | 1 | 1 | 1 | 2 | NE |  |  | 32(38) | 1º   |

| 1963 | Classe | Moto  |    |   |    |   |   |    |   |   |   |   |    |    |  | Punti  | Pos. |
| ---- | ------ | ----- | -- | - | -- | - | - | -- | - | - | - | - | -- | -- |  | ------ | ---- |
| 1963 | 350    | Honda | NE | 1 | NE | 1 | 1 | NE | 1 | 3 | 2 | 1 | NE | NE |  | 32(50) | 1º   |

| 1964 | Classe | Moto  |    |    |    |   |   |    |   |   |   |   |   |   |  | Punti  | Pos. |
| ---- | ------ | ----- | -- | -- | -- | - | - | -- | - | - | - | - | - | - |  | ------ | ---- |
| 1964 | 350    | Honda | NE | NE | NE | 1 | 1 | NE | 1 | 1 | 1 | 1 | 1 | 1 |  | 40(64) | 1º   |

| 1965 | Classe | Moto  |    |     |    |    |   |   |    |   |   |     |  |  |   | Punti | Pos. |
| ---- | ------ | ----- | -- | --- | -- | -- | - | - | -- | - | - | --- |  |  | - | ----- | ---- |
| 1965 | 350    | Honda | NE | Rit | NE | NE | 1 | 1 | NE | 1 | 1 | Rit |  |  | 2 | 38    | 1º   |

| 1966 | Classe | Moto  |    |   |   |   |    |  |  |  |  |  |  |  |  | Punti | Pos. |
| ---- | ------ | ----- | -- | - | - | - | -- |  |  |  |  |  |  |  |  | ----- | ---- |
| 1966 | 350    | Honda | NE | - | 3 | - | NE |  |  |  |  |  |  |  |  | 4     | 15º  |

| Legenda | 1º posto        | 2º posto            | 3º posto            | A punti      | Senza punti        | Grassetto – Pole position Corsivo – Giro più veloce |
| Legenda | Gara non valida | Non qual./Non part. | Ritirato/Non class. | Squalificato | '-' Dato non disp. | Grassetto – Pole position Corsivo – Giro più veloce |

### Classe 500
| 1958 | Classe | Moto   |    |     |  |  |   |  |  |  |  |  |  |  |  | Punti | Pos. |
| ---- | ------ | ------ | -- | --- |  |  | - |  |  |  |  |  |  |  |  | ----- | ---- |
| 1958 | 500    | Norton | 19 | Rit |  |  | 9 |  |  |  |  |  |  |  |  | 0     |      |

| 1959 | Classe | Moto   |  |     |     |   |   |    |     |     |  |  |  |  |  | Punti | Pos. |
| ---- | ------ | ------ |  | --- | --- | - | - | -- | --- | --- |  |  |  |  |  | ----- | ---- |
| 1959 | 500    | Norton |  | Rit | Rit | 5 | 9 | NE | Rit | Rit |  |  |  |  |  | 2     | 14º  |

| 1960 | Classe | Moto   |  |    |  |   |     |   |   |  |  |  |  |  |  | Punti | Pos. |
| ---- | ------ | ------ |  | -- |  | - | --- | - | - |  |  |  |  |  |  | ----- | ---- |
| 1960 | 500    | Norton |  | 15 |  | 5 | Rit | 5 | 6 |  |  |  |  |  |  | 5     | 9º   |

| 1966 | Classe | Moto  |    |   |    |   |     |  |  |  |  |  |  |    |  | Punti | Pos. |
| ---- | ------ | ----- | -- | - | -- | - | --- |  |  |  |  |  |  | -- |  | ----- | ---- |
| 1966 | 500    | Honda | NE | 1 | NE | 1 | Rit |  |  |  |  |  |  | NE |  | 16    | 5º   |

| Legenda | 1º posto        | 2º posto            | 3º posto            | A punti      | Senza punti        | Grassetto – Pole position Corsivo – Giro più veloce |
| Legenda | Gara non valida | Non qual./Non part. | Ritirato/Non class. | Squalificato | '-' Dato non disp. | Grassetto – Pole position Corsivo – Giro più veloce |